# 1438
Пізнє Середньовіччя •  Відродження •  Реконкіста •  Ганза •  Столітня війна •  Ацтецький потрійний союз •  Імперія інків

## Геополітична ситуація
Османську державу очолює Мурад II (до 1444). Імператором Візантії є Іоанн VIII Палеолог (до 1448), королем Німеччини — Альбрехт II Габсбург (до 1439). У Франції королює Карл VII Звитяжний.
Апеннінський півострів розділений: північ належить Священній Римській імперії, середню частину займає Папська область, південь належить Неаполітанському королівству. Деякі міста півночі: Венеція, Флоренція, Генуя тощо, мають статус міст-республік.
Майже весь Піренейський півострів займають християнські Кастилія і Леон, де править Хуан II (до 1454), Арагонське королівство на чолі з Альфонсо V Великодушним (до 1458) та Португалія, де королює Афонсо V (до 14). Під владою маврів залишилися тільки землі на самому півдні.
Генріх VI є королем Англії (до 1461). У Кальмарській унії (Норвегії, Данії) королює Ерік Померанський. Швецію очолює Карл VIII Кнутсон. В Угорщині та Богемії править Альбрехт II Габсбург (до 1439). Королем польсько-литовської держави є Владислав III Варненчик (до 1444). У Великому князівстві Литовському княжить Сигізмунд Кейстутович (до 1440).
Частина руських земель перебуває під владою Золотої Орди. Галичина входить до складу Польщі. Волинь належить Великому князівству Литовському. Московське князівство очолює Василь II Темний.
На заході євразійських степів править Золота Орда. У Єгипті панують мамлюки, а Мариніди — у Магрибі. У Китаї править династія Мін. Значними державами Індостану є Делійський султанат, Бахмані, Віджаянагара. В Японії триває період Муроматі.
У Долині Мехіко править Ацтецький потрійний союз на чолі з Іцкоатлем (до 1440). Цивілізація майя переживає посткласичний період. В Імперії інків править Панчакутек Юпанкі.

## Події
- Місту Кременець (нині райцентр Тернопільської області) надано магдебурзьке право.
- Утворилося Казанське ханство.
- На Львів напали татари.
- Королем Німеччини обрано Альбрехта II Габсбурга.
- Північний-захід Європи охопила епідемія.
- 7 липня французький король Карл VII проголосив Прагматичну санкцію, згідно з котрою утверджувався пріоритет королівської влади над владою папи римського.
- Королем Португалії став Афонсо V.
- Ерік Померанський утратив Швецію, регентом якої обрано Карла VIII Кнутсона.
- Розпочався Фераро-Флорентійський собор.
- Турецький султан Мурад II в союзі з Владом II Дракулом спустошив Трансильванію. Опір туркам очолив Янош Гуняді.
- Правителем Куско став Панчакутек Юпанкі. Утворилася Імперія інків.